# نادي الإبل
نادي الإبل، هو نادي يختص برعاية الإبل والمهتمين بها والأنشطة المختصة بها تحت رابطة واحدة، وقد جاء ذلك اهتماماً ودعماً للموروث الشعبي في السعودية والمحافظة عليه، والعمل على تطويره بما يجعله قادرًا على مواكبة العصر الحالي، للنادي شخصية اعتبارية مستقلة ماديًا وإداريًا، تحت إشراف الأمير محمد بن سلمان آل سعود. تأسس بأمر ملكي في عام 2017.

## أهدافه
- التعريف بالإبل وارتباطها بالتراث في السعودية.
- عمل وتنظيم فعاليات تختص بالإبل في السعودية وخارجها.
- مشاركة الإبل في الفعاليات الخارجية بصورة وطنية.
- إقامة مزادات لبيع الإبل وتنظيمها.[4]
- إدارة المواقع والميادين والمحميات التي تختص بالإبل في السعودية.
- إجراء دراسات وأبحاث تختص بالإبل، بالتعاون مع مراكز البحث العلمي والجامعات.[2][5]

## أعضاء مجلس إدارته
- الأمير محمد بن سلمان آل سعود-المشرف العام على النادي.
- فهد بن فلاح بن حثلين-رئيس مجلس الإدارة.
- فهد بن عبد الله السماري-عضو في مجلس الإدارة.
- نايف بن مرزوق الفهادي-عضو في مجلس الإدارة.
- زبن بن عمير بن زين بن عمير-عضو في مجلس الإدارة.
- فهد بن محمد المقبل-عضو في مجلس الإدارة.
- فواز بن عبد الله المحرج-عضو في مجلس الإدارة.
- خالد بن عبد الله التركي-عضو في مجلس الإدارة.
- فوزان بن حمد الماضي-عضو في مجلس الإدارة.[3][6]

## مهرجانات وفعاليات
- مهرجان «جادة الإبل» بالطائف.[7]
- مهرجان «جادة الإبل» بحائل.[8]
- مهرجان «جادة الإبل» بتبوك.[9]
- قافلة ركايب: وهي رحلة استكشافية إلى الربع الخالي بأكثر من 100 مغامر على ظهور 100 من الركائب، بدأت في 23 فبراير 2019م من مدينة أوبار التاريخية على الحدود السعودية العمانية في أقصى جنوب السعودية، وانتهت في 22 مارس 2024م في أم أثلة في واحة يبرين.[10]